# Meroe
Meroë (meroitski:  Medewi ili Bedewi; arapski: مرواه, Meruwah) je ime drevnog grada na istočnoj obali Nila, oko 6 km sjeveroistočno od stanice Kabushiya kraj grada Shendija u Sudanu; oko 200 km sjeveroistično od Khartouma. 
Kraj nalazišta se nalazi grupa naselja pod nazivom Bagrawiyah. Grad je poznat kao višestoljetna prijestolnica države Kuš koja se prostirala ispod Asuana u Egiptu. Po njemu je tadašnja kušanska država nazvana "Kraljevstvo Meroe" (8. – 4. stoljeće pr. Kr.). Ovo prostrano Carstvo se prostiralo od Sredozemlja do središnje Afrike i Meroe svjedoči o njihovoj umjetničkoj, graditeljskoj, vjerskoj, jezičnoj i općekulturnoj razmjeni.
Po njemu je naziv dobio i "Otok Meroë", tj.o moderna pokrajina Butana između rijeka Nil kod Khartouma na zapadu do rijeke Atbara na istoku, te od Asuana na sjeveru do Etiopije i Plavog Nila na jugu. U toj pokrajini se, uz Meroë, nalaze ruševine još dva kušanska grada - Musawwarat es-Sufra i vjersko središte Naqa, koji su zajedno upisani na UNESCO-ov popis mjesta svjetske baštine u Africi 2011. godine.
U gradu Meroe, odakle se jedno vrijeme vladalo cijelim Egiptom, nalaze se ostaci hramova i domaćinstava, ali i instalacija opsežnog vodoopskrbnog sustava. Nalazište Meroë su najpoznatija po više od dvjesto piramida grupiranih u tri skupine, a koje se, zbog jedinstvenih proporcija i načina gradnje, zovu nubijske piramide. 

## Povijest
Meroe je bila južna prijestolnica kraljevstva Napata/Meroe (Kuš) koje je cvalo od 800. do 250. pr. Kr. Prema djelomično dešifriranim kušanskim tekstovima, grad se izvorno zvao Medewi ili Bedewi (Török, 1998). iskapanja su otkrila važnu nekropolu kušanskog plemstva iz razdoblja Napata (800. – 280. pr. Kr.) na zapadu grada Meroe (Zapadna nekropola).
Meroe kultura se razvila od 22. dinastije trećeg prijelaznog razdoblja starog Egipta, koja je bila podrijetlom iz Kuša. Grad Meroe je dobio na važnosti za vrijeme kušanskog kralja Arrakkamanija (280. pr. Kr.) kada je kraljevska nekropola prebačena u Meroe iz grada Napata (Jebel Barkal).
Kada je Rimsko Carstvo osvojilo Egipat, Kušansko kraljevstvo sa središtem u Meroeu se proširilo prema sjeveru u Egipat. U sukobima koji su uslijedili s Rimom, Kraljevstvo Meroe je bilo uspješnije i opustošilo je naselja u okolici Asuana, te su njegova vojska uspjela ukrasti glavu skulpture cara Augusta koju su pokopali ispod stubišta hrama u Meroeu. Naposljetku su oba carstva utvrdila granicu kod otoka Samosa, gdje je Meroe potpisao (za njega jako povoljan) mirovni sporazum s carem Augustom. 
Na vrhuncu moći kraljevi Meroea su vladali dolinom Nila u duljini od preko 1.000 km. Kraljevi su dijelili vlast s kraljicom-majkom (Kandake, titula koja se dugo zadržava u Nubiji i Etiopiji), a dvorjani su bili rizničari, čuvari pečata, vođe arhiva, glavni pisari i dr.
Meroe je u 1. i 2. stoljeću počeo gubiti snagu, uglavnom zbog slabljenja tradicionalne industrije na korist rimskog Egipta. Meroe se spominje u "Putoplovu Eritrejskim morem" (grčki: Περίπλους τὴς Ἐρυθράς Θαλάσσης, latinski: Periplus Maris Erythraei), grčko-rimski putopis koji opisuje navigaciju od rimskog Egipta duž obala Crvenog mora i Afričkog roga do obala Indije:
Posljednje razdoblje grada obilježeno je pobjedničkom stelom neimenovanog vladara Aksuma (vjerojatno kralja Ezane) koja je podignuta u Meroeu. Prema njezinom natpisu na grčkom jeziku može se pretpostaviti da je "Kralj Aksumita i Omerita" (Aksum i Himyar) vladao oko 330. godine. Dva druga natpisa na pismu geez su pronađena uz obližnje piramide i pretpostavlja se da potječu iz istog razdoblja.
Lokalitet Meroe je ponovno otkrio francuski mineralog Frédéric Cailliaud 1821. godine, a 1834. godine ga je djelomice iskopao, u potrazi za blagom, Giuseppe Ferlini. God. 1844. istraživao ga je Karl Richard Lepsius koji je u Berlin donio mnoge spomenike, ali i prve prave arheološke studije. Iskapanja je nastavio britanski arheolog E. A. Wallis Budge od 1902. – 05., što je opisao u svom djelu "Egipatski Sudan: povijest i spomenici" (London, 1907.). Britanski vojnici su napravili put do piramida i između njih, te su zatrpali iskopine. John Garstang sa Sveučilišta u Liverpoolu je nastavio iskapati grad Meroe 1910. godine otkrivši palaču i nekoliko hramova.
Suvremena arheologija nije bila u mogućnosti istraživati lokalitet Meroe zbog sudanskog građanskog rata (1955. – 1972., te 1983. – 2005.).

## Odlike
Meroe je bilo snažno kraljevstvo čije je bogatstvo dolazilo iz razvijene industrije i proizvodnje željeza, kojim se trgovalo sve do Indije i Kine. Meroe je također izvozio egzotične afričke životinje, nakit i tekstil od pamuka, čija je proizvodnja dosegla vrhunac oko 400. pr. Kr. Nadalje, Meroe je bilo bogato zlatom o čemu svjedoči i korijen egipatske riječi za zlato, nub po Nubiji.
Meroe je provodio kompleksne sustave navodnjavanja s vodenicama sakia kako bi se poboljšala poljoprivreda u njegovom polu-pustinjskom okolišu. U gradu su pronađeni ostaci palače, nekoliko hramova i brojnih domaćinstava.
U nekropolama je otkriveno kako su se piramide gradile iznad grobnih komora s ostacima pokopanih ili mumificiranih tijela koja su bila bogato urešena nakitom od zlata (sada u muzejima u Münchenu i Berlinu). Na zidovima su oslikani kraljevi i njihove kraljice-majke (Kentake), te nekoliko poglavlja Knjige mrtvih. Nekoliko stela je bilo ispisano meroitskim pismom, kao i nekoliko metalnih i keramičkih posuda pronađenih u grobovima. Ponajbolji kameni bareljefi su 1905. odnešeni u Britanski muzej (London), te dijelom u muzej u Khartoumu.
Do 3. stoljeća pr. Kr. egipatske hijeroglife je zamijenilo autohtono meroitsko pismo koje ima 23 slova nastala kao prijevod hijeroglifa na meroitski jezik. ono je nastalo od 7. do 2. stoljeća pr. Kr., u koje vrijeme se koristio i staronubijski jezik koji se pisao koptskim pismom.
Meroe vjera je bila mnogobožačka i najviše se štovao bog Apedemak, bog-ratnik s lavljom glavom koji je bio sin Sekhmeta, ali su se štovala i egipatska božanstva uvezena sa sjevera, kao što su: Amon, Tefnut, Horus, Izida, Tot i Satis. 
- Karl Richard Lepsius, Mussawarat en Sufra 1840-ih
- Apedemakov hram u Naqi
- Piramida kraljice Amanitore
- Reljef kralja Amanitenmomidea iz njegove piramide (Muzejski otok, Berlin)
- Nakit kraljice Amanishakheto, Berlin

## Vanjske poveznice
|  | Zajednički poslužitelj ima još gradiva o temi Meroe |